# Rita Wilsonová

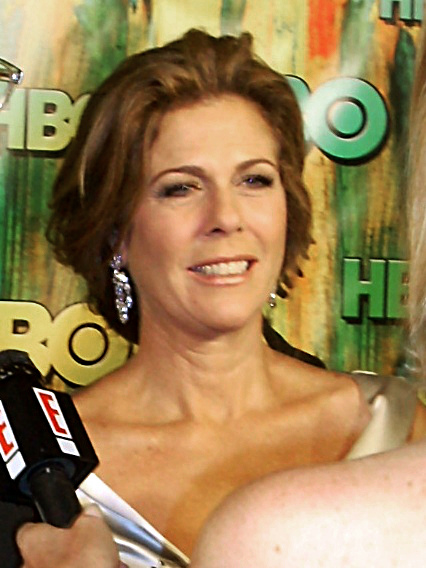
Rita Wilson v září 2008

Rita Wilsonová, rodným jménem  Margarita Ibrahimoff (* 26. října 1956, Los Angeles, Kalifornie, USA) je americká herečka a producentka, manželka herce Toma Hankse.

## Život
V roce 2020 se spolu s manželem v Austrálii nakazili nemocí covid-19, z níž se oba ještě téhož roku vyléčili.

## Filmografie
- 1978 Flying High (TV film)
- 1979 Day It Came to Earth, The
- 1980 Cheech & Chong's Next Movie
- 1985 Blázni a dobrovolníci
- 1990 Ohňostroj marnosti
- 1993 Samotář v Seattlu
- 1993 Barbarians at the Gate (TV film)
- 1994 Blázni a poloblázni
- 1995 Navždy spolu
- 1996 Elvis: Spinout
- 1996 Kdyby zdi mohly mluvit (TV film)
- 1996 Rolničky, kam se podíváš
- 1996 No Dogs Allowed
- 1996 To je náš hit!
- 1998 Ze Země na Měsíc (seriál)
- 1998 Psycho
- 1999 Invisible Child (TV film)
- 1999 Druhá šance
- 1999 Nevěsta na útěku
- 2001 Parfém
- 2001 Skleněný dům
- 2002 Auto Focus – Muži uprostřed svého kruhu
- 2004 Nikdy to nevzdávej!
- 2005 Generace X
- 2009 It's Complicated
- 2009 Old Dogs
- 2009 Barack Obama: Koncert 2009 (koncert)